# Премія Енріко Фермі (Італійське фізичне товариство)
Пре́мія Енрі́ко Фермі́ (англ. Enrico Fermi Prize, італ. Premio "Enrico Fermi") — наукова нагорода, що вперше була присуджена у 2001 році та вручається Італійським фізичним товариством (італ. Società Italiana di Fisica, SIF). Це щорічна премія у розмірі 30 000 євро, якою відзначаються один або декілька членів Товариства, які «особливо вшанували фізику своїми відкриттями».

## Лауреати нагороди
| Рік  | Лауреат                                          | Заслуга |
| ---- | ------------------------------------------------ | --- |
| 2024 | Альберто Діаспро                                 | За його визначний оригінальний внесок у розвиток та застосування оптичної мікроскопії та вирішальний вплив на клітинну і молекулярну біофізику Оригінальний текст (англ.) «for his notable original contributions to the development and application of optical microscopy and the crucial impact on cellular and molecular biophysics» |
| 2024 | Франческо Саверіо Павоне                         | За провідну роль у розробці методів маніпуляції окремими молекулами та спектроскопічної візуалізації, використаних для вивчення молекулярних процесів у клітинах, тканинах та мозку Оригінальний текст (англ.) «for his leading role in the development of single molecule manipulation and spectroscopic imaging methods to study molecular processes in cells, tissues and the brain» |
| 2023 | Массімо Ферраріо                                 | За значний та інноваційний внесок у галузь високояскравих фотоінжекторів, фізики FEL та прискорення частинок за допомогою плазми Оригінальний текст (англ.) «for his significant and innovative contributions in the field of high-brilliance photoinjectors, of FEL physics and of particle acceleration with plasma» |
| 2023 | Лючіо Россі                                      | За розробку надпровідних магнітів та їх реалізацію для великого адронного клайдера (LHC), а також за проєкти модернізації великого адронного колайдера Оригінальний текст (англ.) «for his developments on superconducting magnets and their realisation for the LHC collider, and for the LHC upgrade projects» |
| 2023 | Франк Ціммерманн (нім. Frank Zimmermann)         | За основоположні відкриття в галузі фізики пучків, які дозволили створити високоенергетичні колайдери з високою світністю для фізики елементарних частинок Оригінальний текст (англ.) «for seminal discoveries in beam physics that have enabled high-luminosity, high-energy colliders for particle physics» |
| 2022 | Джорджіо Бенедек і Ян Петер Тонніс               | За новаторські експериментальні (JPT) та теоретичні (GB) дослідження динаміки атомного масштабу на твердих поверхнях шляхом розробки високороздільної спектроскопії розсіювання атомів гелію Оригінальний текст (англ.) «for pioneering experimental (JPT) and theoretical (GB) studies of the atomic-scale dynamics at solid surfaces through the development of high-resolution helium-atom scattering spectroscopy» |
| 2021 | Елена Апріле                                     | За її новаторське дослідження властивостей рідкого ксенону для виявлення радіації та внесок у пошук темної матерії Оригінальний текст (англ.) «for her pioneering research on the properties of liquid xenon for radiation detection and her contribution to the search for dark matter» |
| 2021 | Патріція Каравео                                 | За світове лідерство у галузі вивчення високоенергетичного випромінювання нейтронних зірок та за внесок у виявлення Гемінга Оригінальний текст (англ.) «for being a world leader for high energy emission from neutron stars and for her contribution to the identification of Geminga» |
| 2020 | Сандро Де Сільвестрі (італ. Sandro De Silvestri) | За діяльність у галузі генерування світлових імпульсів зі скороченою тривалістю оптичного циклу та за застосування результатів цих досліджень до спектроскопії речовини і нелінійної оптики за екстремальних умов Оригінальний текст (англ.) «for his activity on the generation of light pulses with a reduced optical cycle duration and for applications to spectroscopy of matter and nonlinear optics in extreme conditions» |
| 2020 | Патріція Тавелла (італ. Patrizia Tavella)        | За розробку методів і методик визначення часової шкали та її впровадження в європейській навігаційній системі Galileo Оригінальний текст (англ.) «for having developed methods and techniques for defining the time scale and its implementation in the Galileo European navigation system» |
| 2020 | Джованні Мана (італ. Giovanni Mana)              | За унікальний внесок у переосмислення міжнародної системи одиниць вимірювання, зокрема через визначення числа Авогадро та сталої Планка Оригінальний текст (англ.) «for having given a unique contribution to the redefinition of the international system of units of measurement, in particular through the definition of the Avogadro constant and the Planck constant» |
| 2019 | Марчелло Джорджі (італ. Marcello Giorgi)         | За провідну роль в експериментальній фізиці частинок високих енергій, зокрема, в експерименті BaBar та відкритті порушення CP-симетрії в системах B-мезонів з кварками краси Оригінальний текст (англ.) «for his leading role in experimental high-energy particle physics with particular regard to the BaBar experiment and the discovery of CP symmetry violation in the B meson systems with beauty quarks» |
| 2019 | Тацуя Накада (англ. Tatsuya Nakada)              | За концепцію та вирішальну керівну роль у реалізації експерименту LHCb, який привів у цьому ж році до відкриття порушень CP-симетрії в D-мезонах із кварком краси Оригінальний текст (англ.) «for the conception and crucial leading role in the realization of the LHCb experiment that led this year to the discovery of the CP violation in D mesons with charm quark» |
| 2018 | Федеріко Капассо                                 | За основоположний внесок у фізику електронних та оптичних матеріалів та їх застосування, починаючи від винаходу квантового каскадного лазера до розробки нових напівпровідникових матеріалів, включаючи метаповерхні Оригінальний текст (англ.) «for seminal contributions to the physics of electronic and optical materials and their applications, ranging from the invention of the quantum cascade laser to the design of novel semiconductor materials, including metasurfaces» |
| 2018 | Лев Пітаєвський                                  | За його багаторічний внесок у теоретичну фізику, включаючи вивчення надплинності рідкого гелію та сил Ван-дер-Ваальса-Казиміра, а також за розробку теорії Гросса-Пітаєвського, яка є фундаментальним блоком фізики квантових газів Оригінальний текст (англ.) «for his longstanding contribution to theoretical physics, including the study of superfluidity in liquid helium and of Van der Waals-Casimir forces, as well as for the development of the" Gross-Pitaevskii "theory which is a fundamental block of the physics of quantum gases» |
| 2018 | Еріо Тосатті                                     | За фундаментальний теоретичний внесок, спрямований на розуміння оптичних властивостей твердих тіл, зокрема поверхневих та транспортних явищ, навіть в екстремальних умовах обмежених розмірів, високої температури та тиску Оригінальний текст (англ.) «for fundamental theoretical contributions aimed to understand the optical properties of solids, in particular of surface and transport phenomena, even in extreme conditions of dimensional confinement, high temperature and pressure» |
| 2017 | Джанпаоло Белліні (італ. Gianpaolo Bellini)      | За вимірювання спектра сонячних нейтрино, що надає докази ядерного синтезу водню на Сонці та адіабатичного перетворення аромату нейтрино в речовині Оригінальний текст (англ.) «for the measurement of the solar neutrino spectrum, providing the evidence for nuclear hydrogen fusion in the sun and for adiabatic neutrino flavour conversion in matter» |
| 2017 | Веніамін Березінський                            | За теоретичний внесок у питання космогенного утворення нейтрино надвисоких енергій, астрономію нейтрино високих енергій та проблему сонячних нейтрино Оригінальний текст (англ.) «for his theoretical contributions to the cosmogenic production of ultra-high energy neutrinos, to high energy neutrino astronomy and to the solar neutrino problem» |
| 2017 | Тіл Кірстен                                      | За перше спостереження низькоенергетичних сонячних електронних нейтрино, що дало перше пряме свідчення термоядерного синтезу водню всередині зірки Оригінальний текст (англ.) «for the first observation of low energy solar electron neutrinos providing the first direct evidence of hydrogen fusion inside a star» |
| 2016 | Беррі Беріш                                      | За фундаментальний внесок у створення наукових колаборацій «LIGO» та «LIGO-Virgo» та за його роль у вирішенні різних технологічних та наукових проблем, що призвело до першого виявлення гравітаційних хвиль Оригінальний текст (англ.) «for his fundamental contributions to the formation of the scientific collaborations" LIGO "and" LIGO-Virgo "and for his role in addressing various technological and scientific challenges whose solution led to the first detection of gravitational waves» |
| 2016 | Адальберто Джазотто                              | За його вирішальний внесок у розробку та реалізацію першого інтерферометра із суператенюаторами, «Virgo», що зробив можливим пошук джерел гравітаційних хвиль з безпрецедентною чутливістю на низьких частотах Оригінальний текст (англ.) «for his decisive contributions in conceiving and realising the first interferometer with super-attenuators," Virgo, "which made possible the quest for gravitational wave sources with an unprecedented sensitivity at low frequency» |
| 2015 | Тошікі Таїма                                     | За винахід методу лазерного прискорення, який призвів до великої кількості фундаментальних та міждисциплінарних застосувань, починаючи від прискорювальної науки до фізики плазми та астрофізики Оригінальний текст (англ.) «for the invention of the laser-wakefield-acceleration technique which led to a large number of fundamental and interdisciplinary applications ranging from accelerator science to plasma physics and astrophysics» |
| 2015 | Дідерік Вірсма                                   | За перше спостереження локалізації Андерсона та аномальних явищ переносу, описаних статистикою Леві, в рамках його надзвичайно оригінального дослідження поширення світла в невпорядкованих середовищах Оригінальний текст (англ.) «for the first observation of Anderson localisation and of anomalous transport phenomena described by Lévy statistics in the framework of his highly original research on light propagation in disordered media» |
| 2014 | Федеріко Фаджин                                  | За винахід технології кремнієвих затворів МОП-транзисторів, яка привела його до реалізації в 1971 році першого сучасного мікропроцесора Оригінальний текст (англ.) «for the invention of the MOS silicon gate technology that led him to the realization in 1971 of the first modern microprocessor» |
| 2013 | П’єрлуджі Кампана                                | за видатні результати, отримані в ході п'яти великих міжнародних сучасних експериментів на колайдері «CERN LHC» — «LHCb, TOTEM, ATLAS, ALICE, CMS» — протягом першого періоду збору даних на Великому адронному колайдері під успішним керівництвом лауреатів як доповідачів Оригінальний текст (англ.) «for the outstanding results that the five large international collaboration experiments at the" CERN LHC "collider –" LHCb, TOTEM, ATLAS, ALICE, CMS "– have achieved during the first period of" LHC "data taking under the successful guidance of the awardees as spokespersons»                                                                                    |
| 2013 | Сімоне Джіані                                    | за видатні результати, отримані в ході п'яти великих міжнародних сучасних експериментів на колайдері «CERN LHC» — «LHCb, TOTEM, ATLAS, ALICE, CMS» — протягом першого періоду збору даних на Великому адронному колайдері під успішним керівництвом лауреатів як доповідачів Оригінальний текст (англ.) «for the outstanding results that the five large international collaboration experiments at the" CERN LHC "collider –" LHCb, TOTEM, ATLAS, ALICE, CMS "– have achieved during the first period of" LHC "data taking under the successful guidance of the awardees as spokespersons»                                                                                    |
| 2013 | Фабіола Джанотті                                 | за видатні результати, отримані в ході п'яти великих міжнародних сучасних експериментів на колайдері «CERN LHC» — «LHCb, TOTEM, ATLAS, ALICE, CMS» — протягом першого періоду збору даних на Великому адронному колайдері під успішним керівництвом лауреатів як доповідачів Оригінальний текст (англ.) «for the outstanding results that the five large international collaboration experiments at the" CERN LHC "collider –" LHCb, TOTEM, ATLAS, ALICE, CMS "– have achieved during the first period of" LHC "data taking under the successful guidance of the awardees as spokespersons»                                                                                    |
| 2013 | Паоло Джубелліно                                 | за видатні результати, отримані в ході п'яти великих міжнародних сучасних експериментів на колайдері «CERN LHC» — «LHCb, TOTEM, ATLAS, ALICE, CMS» — протягом першого періоду збору даних на Великому адронному колайдері під успішним керівництвом лауреатів як доповідачів Оригінальний текст (англ.) «for the outstanding results that the five large international collaboration experiments at the" CERN LHC "collider –" LHCb, TOTEM, ATLAS, ALICE, CMS "– have achieved during the first period of" LHC "data taking under the successful guidance of the awardees as spokespersons»                                                                                    |
| 2013 | Гвідо Тонеллі                                    | за видатні результати, отримані в ході п'яти великих міжнародних сучасних експериментів на колайдері «CERN LHC» — «LHCb, TOTEM, ATLAS, ALICE, CMS» — протягом першого періоду збору даних на Великому адронному колайдері під успішним керівництвом лауреатів як доповідачів Оригінальний текст (англ.) «for the outstanding results that the five large international collaboration experiments at the" CERN LHC "collider –" LHCb, TOTEM, ATLAS, ALICE, CMS "– have achieved during the first period of" LHC "data taking under the successful guidance of the awardees as spokespersons»                                                                                    |
| 2012 | Роберто Кар                                      | За відкриття методу молекулярної динаміки, відомого у всьому світі як метод «Кар-Паррінелло». Цей метод став проривом у галузі числового моделювання, що мало великий вплив на багато міждисциплінарних контекстів, як теоретичних, так і експериментальних, починаючи від матеріалознавства до хімії та біології Оригінальний текст (англ.) «for the discovery of a molecular dynamics method known the world over as the" Car-Parrinello "method. This method has been a breakthrough in the field of numerical simulations, with great impact in many interdisciplinary contexts both theoretical and experimental, ranging from material science to chemistry and biology» |
| 2012 | Мікелє Парінелло                                 | За відкриття методу молекулярної динаміки, відомого у всьому світі як метод «Кар-Паррінелло». Цей метод став проривом у галузі числового моделювання, що мало великий вплив на багато міждисциплінарних контекстів, як теоретичних, так і експериментальних, починаючи від матеріалознавства до хімії та біології Оригінальний текст (англ.) «for the discovery of a molecular dynamics method known the world over as the" Car-Parrinello "method. This method has been a breakthrough in the field of numerical simulations, with great impact in many interdisciplinary contexts both theoretical and experimental, ranging from material science to chemistry and biology» |
| 2011 | Дітер Гайдт                                      | За фундаментальний внесок у відкриття слабких нейтральних струмів за допомогою бульбашкової камери «Gargamelle» у CERN Оригінальний текст (англ.) «for their fundamental contribution to the discovery of the weak neutral currents with the" Gargamelle "bubble chamber at" CERN» |
| 2011 | Антоніно Пулья                                   | За фундаментальний внесок у відкриття слабких нейтральних струмів за допомогою бульбашкової камери «Gargamelle» у CERN Оригінальний текст (англ.) «for their fundamental contribution to the discovery of the weak neutral currents with the" Gargamelle "bubble chamber at" CERN» |
| 2010 | Енріко Коста                                     | За відкриття рентгенівського післясвітіння гамма-спалаху за допомогою супутника «BeppoSAX» Оригінальний текст (англ.) «for the discovery of the X-ray afterglow of gamma-ray burst with the "BeppoSAX" satellite» |
| 2010 | Філіппо Фронтера                                 | За відкриття рентгенівського післясвітіння гамма-спалаху за допомогою супутника «BeppoSAX» Оригінальний текст (англ.) «for the discovery of the X-ray afterglow of gamma-ray burst with the "BeppoSAX" satellite» |
| 2010 | Франческо Ячелло                                 | За внесок у теорію атомних ядер і, зокрема, за відкриття багатої різноманітності динамічних симетрій та суперсиметрій Оригінальний текст (англ.) «for his contribution to the theory of atomic nuclei and, in particular, for the discovery of a rich variety of dynamical symmetries and supersymmetries» |
| 2009 | Дімітріс Нанопулос                               | За відкриття фундаментальних феноменологічних властивостей теорії великого об'єднання та теорії суперструн Оригінальний текст (англ.) «for the discovery of fundamental phenomenological properties of grand unification and superstring theories» |
| 2009 | Мігель Анхель Вірасоро                           | За відкриття нескінченновимірної алгебри, що має першорядне значення для побудови теорій струн Оригінальний текст (англ.) «for the discovery of an infinite-dimensional algebra of primary importance for the construction of string theories» |
| 2008 | Джуліо Казаті                                    | За його розуміння взаємозв'язку між класичним і квантовим хаосом, також стосовно до квантових обчислень Оригінальний текст (англ.) «for his understanding of the relationship between classical and quantum chaos also in relation to quantum computing» |
| 2008 | Луїджі Луджіато                                  | За відкриття структур, зумовлених нестабільністю, у нелінійних взаємодіях світла та матерії Оригінальний текст (англ.) «for the discovery of instability-driven structures in non linear light-matter interactions» |
| 2008 | Лучіано П’єтронеро (італ. Luciano Pietronero)    | За демонстрацію появи фрактальних форм у різноманітних явищах самоорганізації Оригінальний текст (англ.) «for demonstrating the onset of fractal shapes in a variety of self-organizing phenomena» |
| 2007 | Мілла Бальдо-Сеолін                              | За видатні роботи з фізики K-мезонів та нейтрино Оригінальний текст (англ.) «for her outstanding works on K-meson and neutrino physics» |
| 2007 | Етторе Фіоріні                                   | За внесок у відкриття слабких нейтральних струмів та у вивчення сонячних нейтрино Оригінальний текст (англ.) «for his contribution to the discovery of weak neutral currents and to the study of solar neutrinos» |
| 2007 | Італо Маннеллі                                   | За демонстрацію прямого порушення CP-інваріантності у розпаді K-мезона Оригінальний текст (англ.) «for the demonstration of direct" CP "symmetry breaking in the K-meson decay» |
| 2006 | Джорджіо Карері                                  | За відкриття квантових вихорів у надплинному гелії Оригінальний текст (англ.) «for the discovery of quantum vortices in superfluid helium» |
| 2006 | Тіто Ареккі                                      | За першу експериментальну демонстрацію статистичних властивостей когерентного випромінювання Оригінальний текст (англ.) «for the first experimental demonstration of the statistical properties of coherent radiation» |
| 2005 | Серджіо Феррара                                  | За внесок у відкриття теорії супергравітації Оригінальний текст (англ.) «for his contribution to the discovery of the theory of supergravity» |
| 2005 | Ґабріеле Венеціано                               | en\|«for his discovery of dual models, subsequently acknowledged as the theoretical basis for a string theory of quantum gravity"" |
| 2005 | Бруно Зуміно                                     | за внесок у теорії суперсиметрії та супергравітації Оригінальний текст (англ.) «for his contributions to supersymmetry and supergravity theories» |
| 2004 | Массімо Інгушіо                                  | За внесок у вивчення атомних конденсатів Бозе-Ейнштейна, зокрема за реалізацію вироджених квантових сумішей бозонів і ферміонів, та винахід нових експериментальних методів, що дозволили йому отримати першу конденсацію Бозе-Ейнштейна 41K атомів Оригінальний текст (англ.) «for his contributions to the study of atomic Bose-Einstein condensates, in particular for the realization of degenerate quantum mixtures of bosons and fermions, and the invention of new experimental techniques that allowed him to obtain the first Bose-Einstein condensation of 41K atoms»                                                                                                |
| 2003 | Нікола Кабіббо                                   | За його теорію змішування нижніх і дивних кварків у слабких розпадах, у якій відомий параметр під назвою «кут Кабіббо», «відіграє ключову роль» Оригінальний текст (англ.) «for his theory of down- and strange-quark mixing in weak decays, in which the well-known parameter called" "Cabibbo angle" "plays a key role"» |
| 2003 | Рауль Гатто                                      | За його новаторські роботи в галузі слабких розпадів дивних частинок та за його роль лідера в цій фундаментальній галузі суб'ядерної фізики Оригінальний текст (англ.) «for his pioneering works in the field of strange-particle weak decays and for his role of leader in this fundamental field of subnuclear physics» |
| 2003 | Лучано Маяні                                     | За те, що разом із С. Глешоу та Дж. Іліопулосом запровадив так званий механізм «GIM», який, передбачивши існування четвертого кварка, дозволив вирішити проблему нейтральних струмів, що змінюють аромат Оригінальний текст (англ.) «for having introduced, together with S. Glashow and J. Iliopoulos, the so-called" GIM "mechanism which, predicting the existence of the fourth quark, allowed to solve the problem of flavour-changing neutral currents» |
| 2002 | Джорджо Паризі                                   | За внесок у теорію поля та статистичну механіку, зокрема за фундаментальні результати щодо статистичних властивостей невпорядкованих систем Оригінальний текст (англ.) «for his contributions to field theory and statistical mechanics, and in particular for his fundamental results concerning the statistical properties of disordered systems» |
| 2001 | Антоніо Зічічі                                   | За відкриття першого зразка ядерної антиречовини (антидейтрона) та за роботи, що проклали шлях до відкриття зарядженого важкого лептона Оригінальний текст (англ.) «for his discovery of the first example of nuclear antimatter (the antideuteron) and for his works that paved the way to the discovery of the charged heavy lepton» |